# レモン月夜の宇宙船
『レモン月夜の宇宙船』（レモンつきよのうちゅうせん）は、野田昌宏による短編SF小説。『S-Fマガジン』1968年9月臨時増刊号に掲載された。野田の初の小説作品であり、長編スペースオペラ『銀河乞食軍団』シリーズと並んで彼の代表作とされている。

## ストーリー
アポロ計画が進行し、人類の月面着陸が現実に近づいてきていた頃。ある夜、SFマニアの“僕”の家に、大学時代の後輩である〈佐渡守〉から「あわせたい人がいる」という電話がかかって来た。彼の話によると、山中で車がパンクした際に偶然大豪邸に迷い込み、その家の持ち主である老SFマニアの膨大なコレクションを見せられたという。その際に〈佐渡守〉が老人に“僕”のことを話したところ、“僕”に屋敷に来てもらいたがったと言うのだ。
翌日、半信半疑でその老人、加寿羅勘三郎の屋敷に足を運んだ“僕”と〈佐渡守〉は、加寿羅老人のコレクションを披露される。彼の話に現れる経歴や交友関係を聞くうちに、「この老人はただ者ではない」という思いを強めていく“僕”。そして一通り話を終えた加寿羅老人は、“僕”にある話を切り出した。「私はいよいよ今晩、月世界へ出発しようと思います」と。

## キャラクター
僕
大量のSF本をコレクションしている、SFマニアのサラリーマン。モデルは作者である野田自身。国家の面子をかけた宇宙開発競争が進み、宇宙から夢がなくなっていく様を嘆いており、〈佐渡守〉にはその様子を馬鹿にされている。
佐渡守（さどのかみ）
大手証券会社で働く、“僕”の東京教育大学時代の後輩。色白で背が高く、縁なしの眼鏡をかけている。本名はKで、〈佐渡守〉という渾名はある大名の子孫であることと、サディスティックな嗜好を持つことから付けられた。家には魔女裁判などといったことに関する本が山積みになっているが、“僕”のSF本に対しては冷淡な態度をとっている。
モデルは野村証券社員の黒沢範男で、野田の他作品にも登場している。
加寿羅勘三郎（かずら かんさぶろう）
SFマニアの老富豪。恰幅の良い瀟洒な老人で、年齢は70歳過ぎ。主に戦前の古典的なSFを愛好している。その素性は不明だが、内閣総理大臣や枢密院、軍令部総長などを動かせるほどの人物。戦前はアメリカにおり、大戦中はドイツのペーネミュンデでV2の開発に関与していた。現在は厚木近くの山中に大豪邸を構え、美女の召使い3人とコック、運転手らとともに隠遁生活を送っている。
その経歴からか、ヒューゴー・ガーンズバックやファーンズワース・ライトなどのSF雑誌編集者や、ワルター・ドルンベルガーやヴェルナー・フォン・ブラウン、ロバート・ゴダードなどのロケット技術者と親交がある。そのため、彼の豪邸には編集者たちが彼の元に贈った各種SF誌の各号や、SSが大戦中に各国の図書館から略奪し、彼にプレゼントした書籍などが所蔵されている。
モデルとなったのは野田とも親交があったSF作家の今日泊亜蘭。

## 加寿羅老人のロケット
加寿羅老人が個人で作り上げた単段式の有人月ロケット。加寿羅老人はこのロケットによって、アメリカのアポロ計画やソ連のソユーズL3計画を出し抜き、人類初の月面着陸を行うことを目論んでいる。加寿羅老人曰く「サイエンス・ロォマンス（SFに対する初期の呼称）の伝統に従って作ったロケット」であり、建物に似せて作られている。その形状はアインシュタイン塔に似ており、色は銀一色。乗員は6名だが、多少の余裕はある模様。
推進エンジンには、加寿羅老人がドルンベルガーから直接教わったというV2の技術が使用されている。この技術に関する資料は終戦前にSSによって焼却処分されており、フォン・ブラウンですらその内容は知らないという。これによるものかは不明だが、発射の際には通常のロケットの様に徐々に加速していくのではなく、物凄い速度で一気に加速上昇を行っていた。

## 収録
- レモン月夜の宇宙船（1976年、ハヤカワ文庫 ISBN 4150300909）
- レモン月夜の宇宙船（2008年、創元SF文庫 ISBN 4488731015）